# Teatro giardino Alhambra

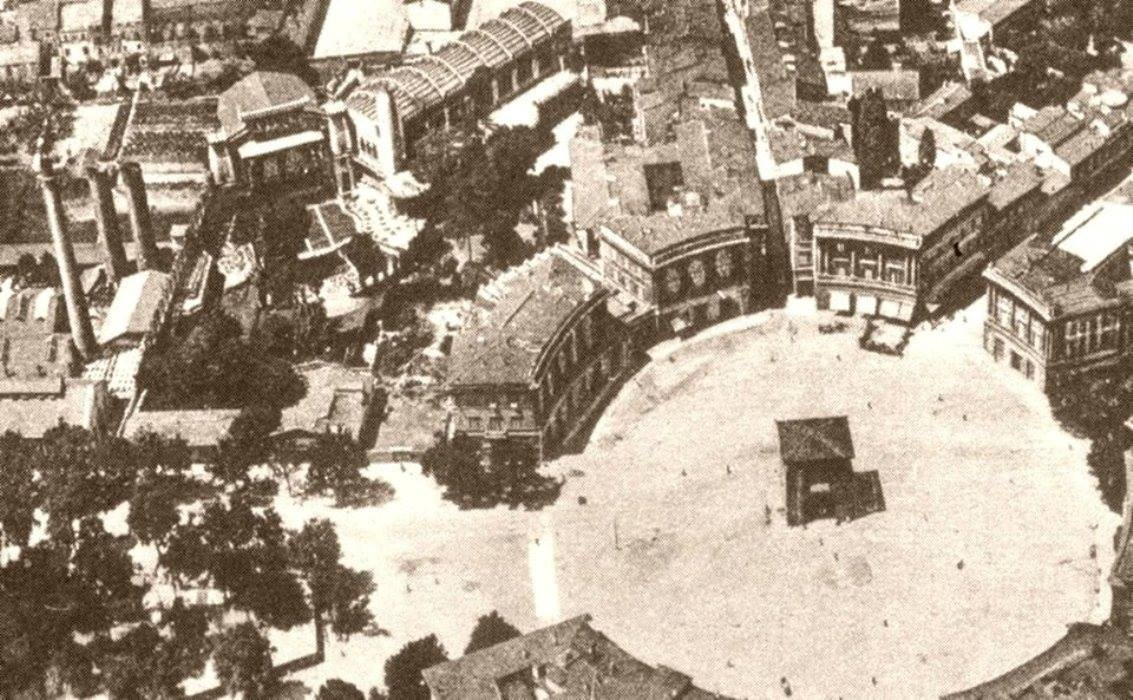
Veduta di piazza Beccaria e del teatro Alhambra agli inizi del Novecento

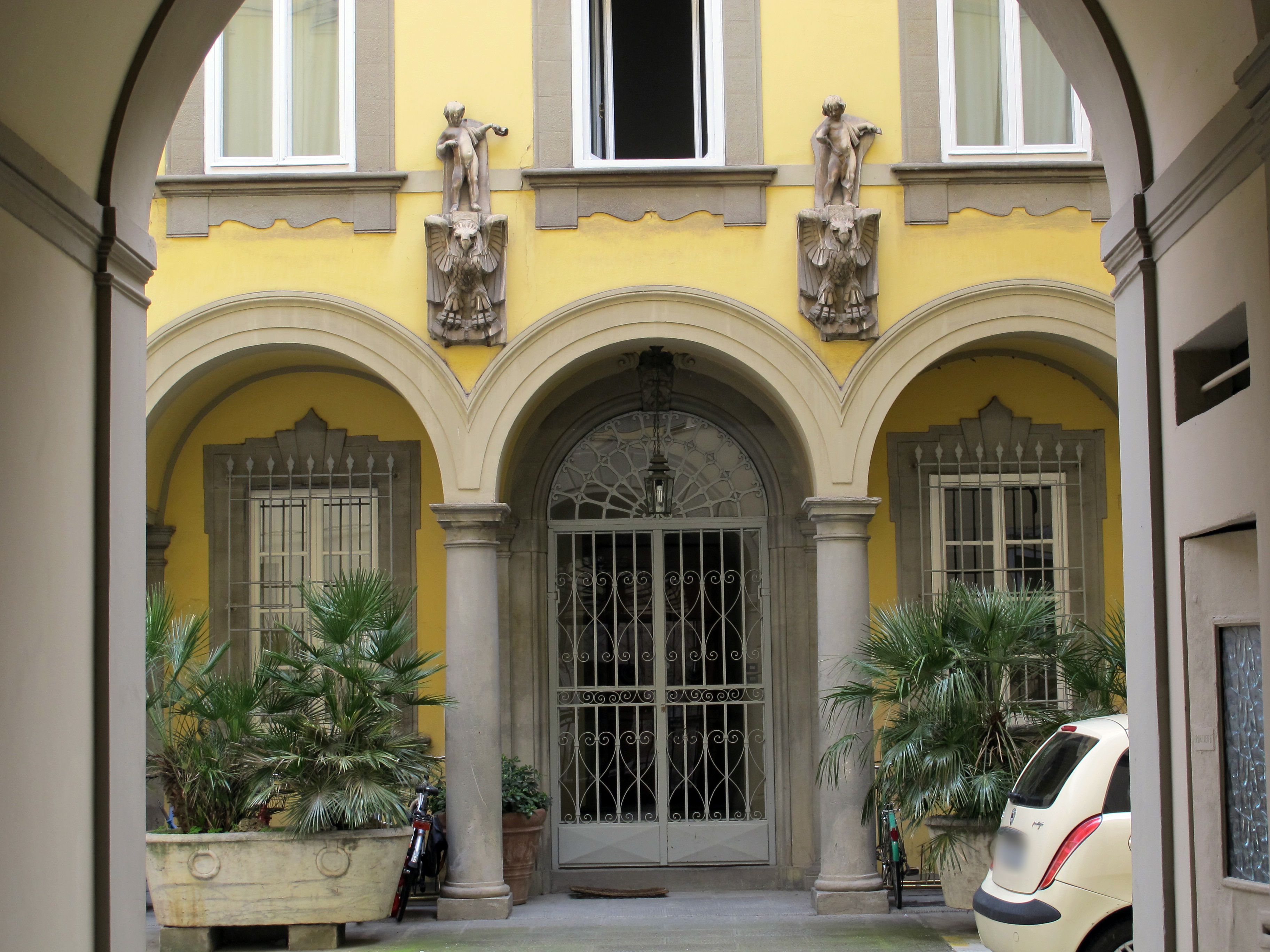
Resti nel cortile della palazzina Grottanelli

Il teatro giardino Alhambra era un luogo di spettacolo e intrattenimento di Firenze, situato nell'odierna piazza Beccaria, con un ingresso anche in Borgo la Croce 3.

## Storia e descrizione
Si trattava di una struttura composta da un salone per concerti, restaurant e grande giardino, che pur estendendosi essenzialmente verso l'attuale viale della Giovine Italia, si affacciava con un ingresso secondario anche su questo primo tratto di borgo la Croce.
Inaugurata nel 1889, quindi parzialmente distrutta da un incendio nel 1890, restaurata nel 1900 e ancora nel 1910, fu ampliata da Adolfo Coppedè con un nuovo grande teatro all'aperto capace di diecimila spettatori, una sala cinematografica e un grande padiglione per il gioco della pelota. Ad eccezione di rare tracce l'intero complesso venne raso al suolo nel 1961 per far posto alla nuova sede del quotidiano La Nazione, progettata da Pierluigi Spadolini.